# Propiltiouracile
Il propiltiouracile (chiamato anche 6-n-propiltiouracile) è un farmaco antitiroideo derivato dal tiouracile che deprime la produzione degli ormoni tiroidei. Il farmaco è disponibile negli Stati Uniti a seguito di approvazione della FDA (Food and Drug Administration) dal 1947. In Italia non è disponibile in commercio alcun medicinale a base di propiltiouracile salvo preparazioni galeniche effettuate da alcune farmacie. Tuttavia l'AIFA (Agenzia Italiana del Farmaco) per garantire la prosecuzione della terapia a pazienti già in trattamento con tale sostanza, ha autorizzato la società produttrice (Abbott S.r.l.) ad importarne in quantità sufficiente ad esaudire le eventuali richieste provenienti dalle strutture sanitarie ed ospedaliere.

## Meccanismo di azione

### Centrale
Il propiltiouracile inibisce l'enzima tireoperossidasi, che agisce normalmente nella sintesi dell'ormone tiroideo ossidando l'anione ioduro (I-) a iodio (I0) facilitando l'incorporazione dello iodio nei residui tirosilici delle tireoglobuline. Questo è un passaggio essenziale nella sintesi della tiroxina (T4).
Il propiltiouracile invece non inibisce l'azione del trasportatore o pompa dello iodio sodio-dipendente localizzato sulla membrana basolaterale delle cellule follicolari. L'inibizione di questo passaggio richiede la presenza di inibitori competitivi, come ad esempio il perclorato ed il tiocianato.

### Periferico
Il propiltiouracile inoltre inibisce l'enzima 5'-deiodinasi (tetraiodotironina 5' deiodinasi), che perifericamente converte il T4 nella forma attiva T3. (Questa azione in contrasto con l'azione del metimazolo, il quale condivide il meccanismo centrale del propiltiouracile ma non la sua azione periferica.)

## Farmacocinetica
Dopo l'assunzione orale l'assorbimento del farmaco a livello del tratto gastrointestinale è rapido. Le concentrazioni plasmatiche massime pari a 9,1 mg/l si ottengono entro 1 ora dalla somministrazione orale di 400 mg. La biodisponibilità della dose assunta supera il 50%, mentre la restante quantità compare nelle feci a causa dell'incompleto assorbimento e del metabolismo presistemico. In seguito a somministrazione per via endovenosa, l'emivita nella fase iniziale di distribuzione è di soli 6,3 minuti e l'emivita di eliminazione di 1,3 ore. Il farmaco resta trattenuto per circa 24 ore a livello della tiroide. Il volume di distribuzione totale è di circa 0,42 l/kg. Nel plasma circa l'80% del farmaco si trova legato alle proteine plasmatiche. La maggior parte del farmaco viene escreta nelle urine in poche ore sotto forma di coniugati con acido glucuronico. Solo una piccolissima quantità viene eliminata in forma immodificata.

## Usi clinici
Il propiltiouracile viene usato da più di 40 anni nel trattamento dell'ipertiroidismo e della tireotossicosi. È il farmaco di prima scelta nel morbo di Graves. Non è efficace nel trattamento della tireotossicosi causata dal rilascio di ormoni tiroidei da una ghiandola precedentemente coinvolta in episodi di tiroidite subacuta. Il propiltiouracile è impiegato anche nella preparazione alla tiroidectomia e, come farmaco aggiuntivo, nella terapia con radioiodio.

## Dosi terapeutiche
Il trattamento tipico con propiltiouracile comporta una dose iniziale di 100 mg tre volte al giorno e nei casi più gravi di 200 mg ogni 6 ore. La terapia di mantenimento, con dosi pari a 50 mg tre volte al giorno, viene instaurata quando il paziente raggiunge uno stato di eutiroidismo dal punto di vista sia clinico sia biochimico (generalmente entro 4-8 settimane). Dopo circa 18 mesi di trattamento il farmaco viene sospeso e il paziente sottoposto a sorveglianza medica per evitare ricadute.

## Effetti collaterali ed indesiderati
L'insorgenza di effetti collaterali è bassa. Si possono verificare eruzioni cutanee papulari, orticaria, artralgia, cefalea, nausea, febbre. Raramente sono stati riferiti casi di agranulocitosi, leucopenia, sindromi lupoidi, sindromi autoimmuni, vasculiti cutanee, anemia aplastica, trombocitopenia, polmoniti interstiziali.
Un effetto collaterale raro ma che comporta pericolo di vita per il paziente è rappresentato dalla improvvisa e grave insufficienza epatica, talvolta ad andamento fulminante, con conseguente morte o trapianto di fegato. Tale effetto si verifica fino a 1 caso su 10.000 soggetti che assumono propiltiouracile. A differenza della agranulocitosi, che in genere si verifica nei primi tre mesi di terapia, questo effetto indesiderato può verificarsi in qualsiasi momento in corso di trattamento.

## Controindicazioni
Il propiltiouracile è controindicato nei soggetti con precedenti reazioni di ipersensibilità, come per esempio agranulocitosi, vasculiti, epatiti.

L'uso del farmaco non è inoltre indicato durante l'allattamento materno, perché passa nel latte materno. Il farmaco può invece essere usato, ma con cautela, in gravidanza, in particolare nei primi mesi. Nella tarda gravidanza è possibile, a seconda del giudizio del clinico, passare a trattamento con metimazolo.

Il farmaco non dovrebbe essere somministrato in età pediatrica ma dovrebbe essergli preferito il metimazolo.
In caso di insufficienza renale le dosi del propiltiouracile devono essere ridotte.

## Interazioni
Il propiltiouracile non deve essere somministrato in concomitanza con farmaci mielotossici. Acido p-aminosalicilico, sulfatiazolo e sulfadiazina possono aumentare l'attività del propiltiouracile.